# Fayṣal al-Duwaysh
Fayṣal bin Sulṭān al-Duwaysh, comunemente noto come Fayṣal al-Duwaysh (in arabo فيصل بن سلطان بن الحميدي الدويش‎?, Fayṣal b. Sulṭān b. al-Ḥumaydī al-Duwaysh; al-Ṣammān, 1882 – Riyad, 1931), è stato un generale saudita.
È stato un capo della tribù Muṭayr e uno dei leader degli Ikhwān, che aiutò Ibn Saʿūd nell'opera di unificazione della futura Arabia Saudita.
Al-Duwīsh comandò l'attacco dell'esercito saudita in Kuwait, a Ḥamḍ, il 16 maggio 1920. Più tardi, nel 1920, condusse un attacco degli Ikhwān in Kuwait, conquistando il villaggio di al-Jahrāʾ, ma fu costretto a ritirarsi a causa della reazione britannica.
Venne ferito nella battaglia di Sabilla del 1929, fuggì dall'Arabia ma poi dovette arrendersi ai britannici in Kuwait. Fayṣal venne graziato dal Re ʿAbd al-ʿAzīz ibn Saʿūd del Nejd e Hejaz (poi Arabia Saudita), ma venne in seguito incarcerato a Riad, dove morì nel 1931 per un aneurisma.